# Linköping Arena
El Linköping Arena se encuentra en Linköping, Suecia. Es el campo en el que juega como local el Linköpings Fotboll Club de la Damallsvenskan, la primera división del fútbol femenino sueco.
Fue sede en la Eurocopa Femenina 2013, en la que se disputaron 3 partidos de la fase de grupos y un partido de cuartos de final.
Tiene una capacidad de 8.500 espectadores.
- Datos: Q982837